# Ridgway (Illinois)
Ridgway – wieś w Stanach Zjednoczonych, w stanie Illinois, w hrabstwie Gallatin.